# Stein-Denkmal (Berlin)

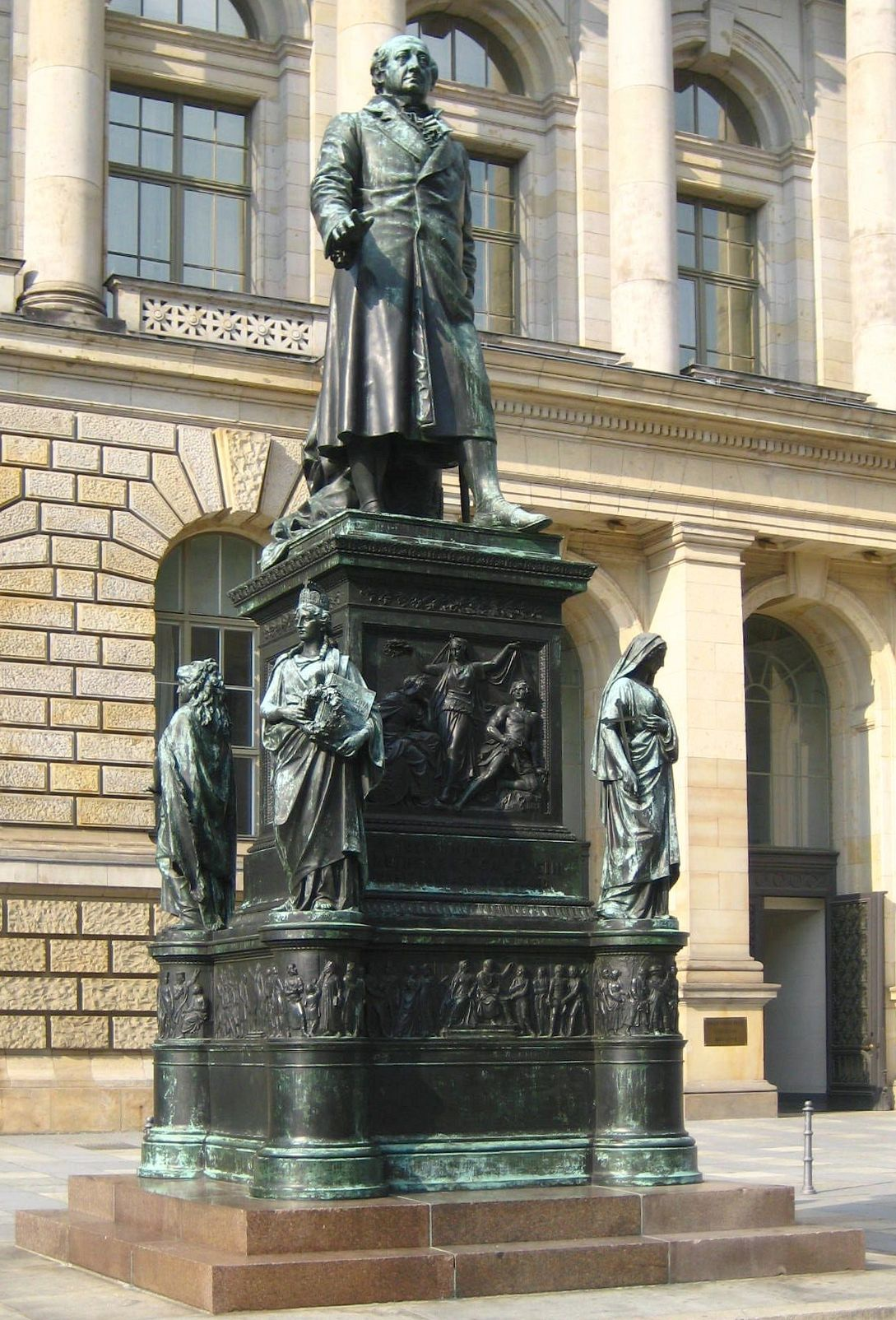
Ansicht des Stein-Denkmals

Das Stein-Denkmal links vor dem Preußischen Landtag, dem Sitz des Berliner Abgeordnetenhauses, erinnert an den preußischen Staatsmann und Reformer Karl Freiherr vom Stein (1757–1831). Geschaffen in den Jahren 1864–1869 von Hermann Schievelbein und Hugo Hagen im Stil des Realismus, gehört es zu den Meisterwerken der Berliner Bildhauerschule.

## Geschichte und Beschreibung

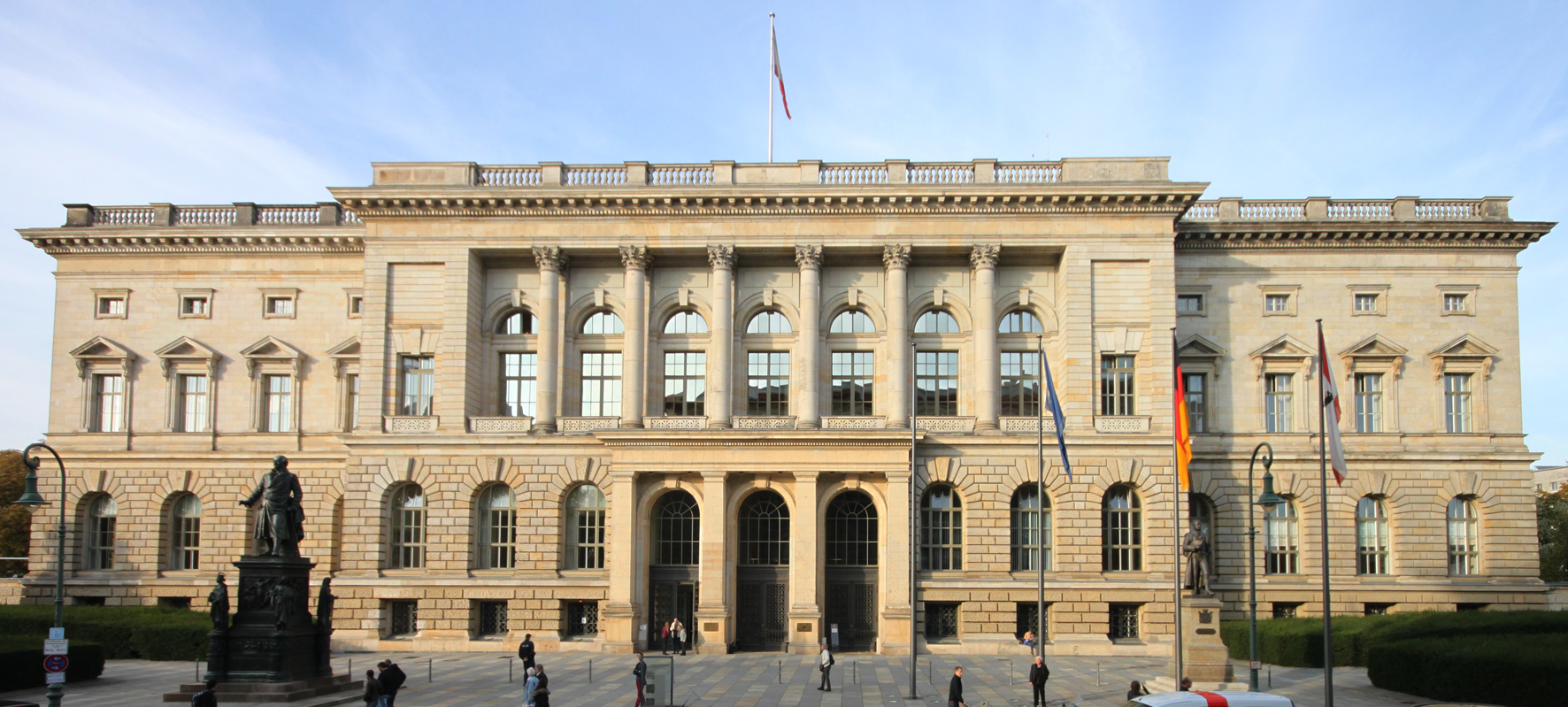
Ansicht des heutigen Standorts

Das Stein-Denkmal wurde in den Jahren 1864–1869 von Hermann Schievelbein und Hugo Hagen im Stil des Realismus geschaffen. Es trägt die Inschrift „DEM MINISTER / FREIHERRN VOM STEIN / DAS DANKBARE VATERLAND“. Die 3,30 Meter hohe Hauptfigur zeigt den preußischen Staatsmann und Reformer Karl Freiherr vom Stein beim Spaziergang vor einer Säule. Am Mantel trägt er den Schwarzen Adlerorden. Mit der linken Hand stützt er sich auf den Spazierstock, mit der rechten Hand grüßt er den Betrachter. Die Nebenfiguren am 4,50 Meter hohen Sockel stellen Steins Tugenden Frömmigkeit, Wahrheit, Willenskraft und Vaterlandsliebe dar; die Reliefs dazwischen die Allegorien Hoffnung, Opfermut, Volkserhebung und Sieg. Hervorzuheben ist die Nebenfigur Vaterlandsliebe mit einem Band der von ihm begründeten Monumenta Germaniae Historica.
Der Fries darunter stellt Steins Verdienste um die Reform des preußischen Staatswesens und die Befreiung von der napoleonischen Fremdherrschaft dar; an den Seiten die Einführung des Staatsministeriums, die Errichtung der Landwehr, den Einzug in Leipzig sowie die Eröffnung des Landtags; an den Ecken die Bauernbefreiung, den Besuch Alexanders I. bei Stein, das Gelöbnis Steins und Gneisenaus gegen Napoleon sowie die Städteordnung. Die insgesamt 7,80 Meter hohe Bronzeplastik gehört zu den Meisterwerken der Berliner Bildhauerschule.
Im Laufe der Geschichte wechselte das Stein-Denkmal mehrmals seinen Standort. Ursprünglich war es 1875 auf dem Dönhoffplatz errichtet worden, wo es ab 1907 ein Ensemble mit dem kleineren Hardenberg-Denkmal bildete. In der DDR-Zeit wurde es 1969 wegen des Umbaus der Leipziger Straße entfernt und 1981 anstelle des ehemaligen Kommandantenhauses Unter den Linden aufgestellt. Nach der Wiedervereinigung Deutschlands wurde es 2001 wegen der Rekonstruktion des Kommandantenhauses erneut entfernt und anschließend restauriert. Auf Initiative von Walter Momper befindet sich das Stein-Denkmal seit 2003 links vor dem Preußischen Landtag, dem Sitz des Berliner Abgeordnetenhauses.

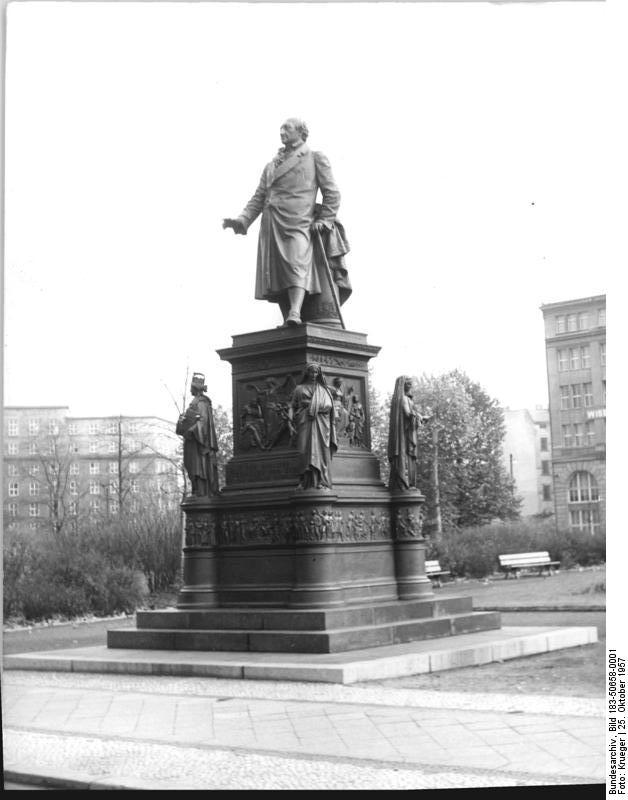
Stein-Denkmal auf dem Dönhoffplatz, 1957
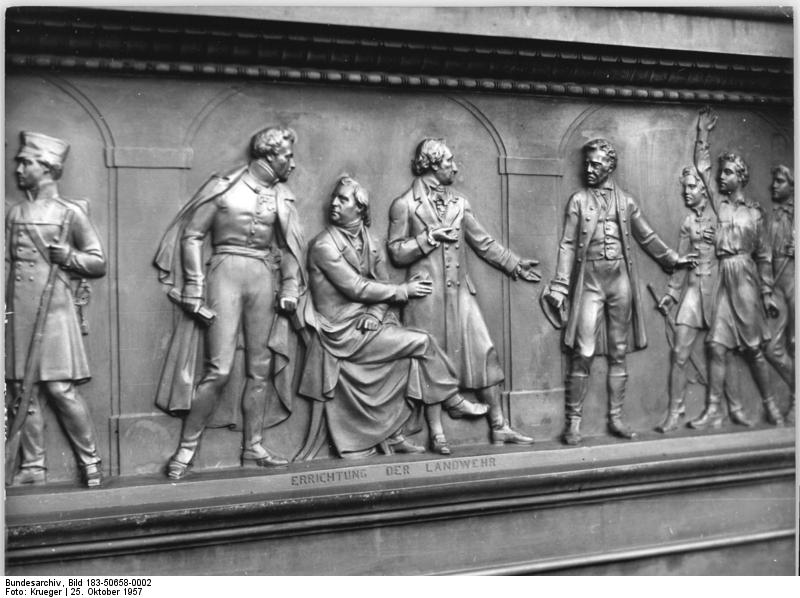
Detail des Frieses Errichtung der Landwehr
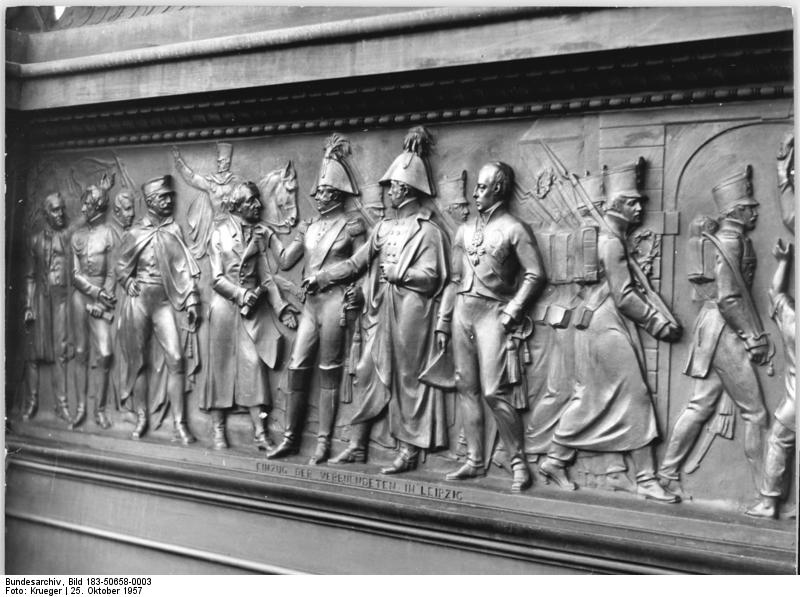
Detail des Frieses Einzug in Leipzig
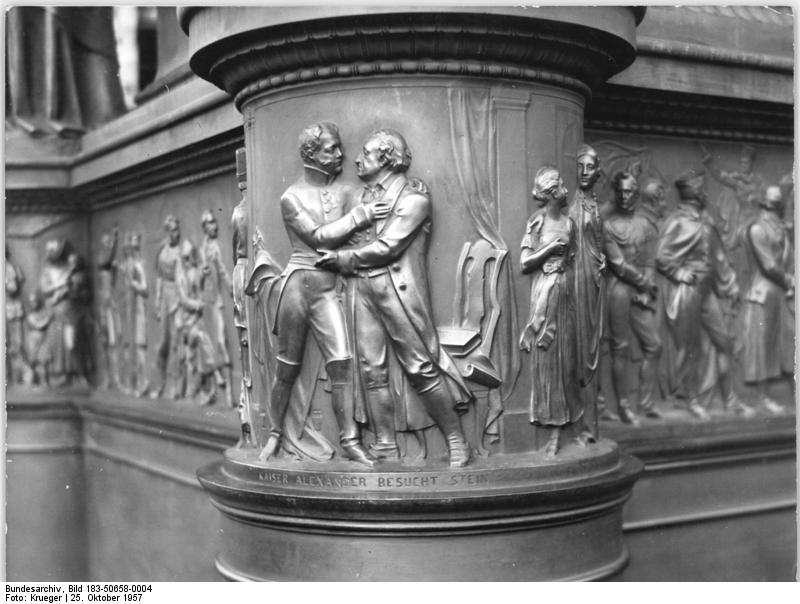
Detail des Frieses Besuch Alexanders I.
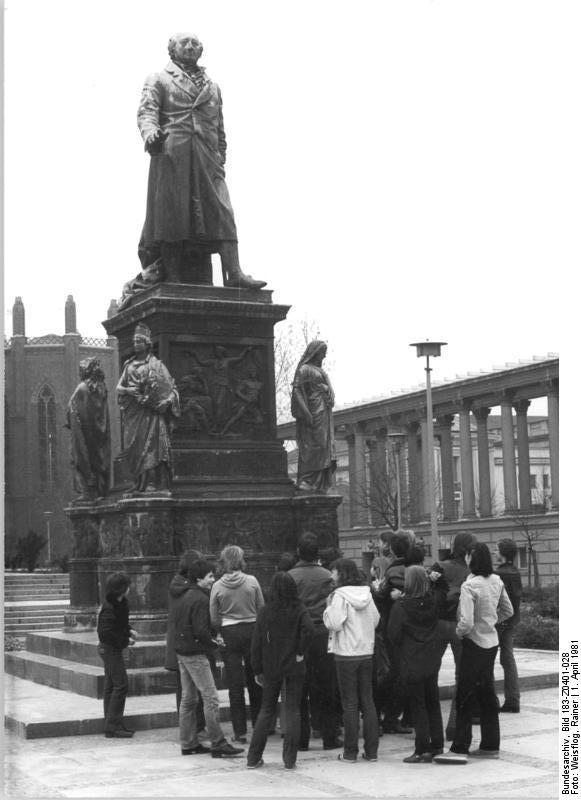
Stein-Denkmal Unter den Linden, 1981